# Slaviansk-na-Koubani
Slaviansk-na-Koubani (en russe : Славянск-на-Кубани), francisé Slaviansk-sur-Kouban, est une ville du kraï de Krasnodar, en Russie, et le centre administratif du raïon Slavianski. Sa population s'élevait à 64 721 habitants en 2013.

## Géographie
Slaviansk-na-Koubani est arrosée par la Protoka, un bras du delta du Kouban, et se trouve à 72 km — 82 km par la route — de Krasnodar.

## Histoire
Slaviansk est fondée en 1865 comme stanitsa (village cosaque) nommé Slavianskaïa — littéralement « (village) slave » —, et se consacre essentiellement à l'agriculture. Depuis 1913, une ligne de chemin de fer dessert la ville, favorisant la création des premiers établissements industriels. En 1958, Slavianskaïa reçoit le statut de ville et le nom de Slaviansk, le suffixe « na Koubani » (sur le Kouban) devant permettre d'éviter la confusion avec la ville ukrainienne de Sloviansk (Slaviansk en russe).
Le 19 mai 2024, des drones ukrainiens frappent la raffinerie de pétrole de Slaviansk-sur-Kouban,,,.

## Population
Recensements (*) ou estimations de la population
| 1897*  | 1959*  | 1970*  | 1979*  | 1989*  |
| ------ | ------ | ------ | ------ | ------ |
| 15 167 | 38 954 | 51 889 | 54 051 | 57 790 |

| 2002*  | 2010*  | 2012   | 2013   | - |
| ------ | ------ | ------ | ------ | - |
| 64 136 | 63 842 | 64 226 | 64 721 | - |